# Abi-eshu
Abi-eshu was 1712-1684 v.Chr. koning van Babylonië. Hij was de zoon en opvolger van Samsu-iluna en regeerde 28 jaar.
Hij was een tijdgenoot, en rivaal, van Iluma-ilu die het Zeeland beheerste. Hij trachtte zelfs de Tigris af te dammen om meer grip op het zuiden te krijgen, maar was niet erg succesvol. Ook Eshnunna maakte zich onder zijn vorst Ahushina weer onafhankelijk. Verdere verwijzingen naar hem zijn beperkt tot wat inscripties op beelden en verwijzingen naar bouwactiviteit en het graven van kanalen. Politiek was deze koning niet in staat het verval van de macht van Babylon te stuiten. Ook in het noorden waren er problemen zoals de stichting van een nieuw vorstendom in Khana.